# جيرارد شفارتز
جيرارد شفارتز (بالإنجليزية: Gerard Schwarz)‏ هو بواق أمريكي، ولد في 19 أغسطس 1947 في Weehawken, New Jersey ‏ في الولايات المتحدة.

## وصلات خارجية
- جيرارد شفارتز على موقع IMDb (الإنجليزية)
- جيرارد شفارتز على موقع ميوزك برينز (الإنجليزية)
- جيرارد شفارتز على موقع إن إن دي بي (الإنجليزية)
- جيرارد شفارتز على موقع أول ميوزيك (الإنجليزية)
- جيرارد شفارتز على موقع ديسكوغز (الإنجليزية)